# Символ ЭКЮ
Символ или знак европейской денежной единицы, ЭКЮ (₠) — типографский символ, который входит в группу «Символы валют» (англ. Currency Symbols) стандарта Юникод и называется «Символ евровалюты» (англ. Euro-currency sign); код — U+20A0. Предполагалось, что он будет использоваться для представления европейской денежной единицы, или ЭКЮ (англ. European Currency Unit; E.C.U.), однако не получил широкого распространения.
Характерные символы, выполняющие эти функции: ₠ • ECU. Кроме того, для краткого представления ЭКЮ используются коды стандарта ISO 4217: XEU и 954.

## Начертание
Символ «₠» представляет собой лигатуру двух заглавных латинских букв «C» и «E».

## Использование в качестве сокращения названий денежных единиц
Предполагалось, что символ «₠» будет использоваться для краткого представления исторической европейской денежной единицы, или ЭКЮ (англ. European Currency Unit; E.C.U.), однако он не получил широкого распространения. Символ ЭКЮ не следует путать с символом евро (€).